# Державний науково-дослідний інститут медико-екологічних проблем Донбасу та вугільної промисловості
Державний науково-дослідний інститут медико-екологічних проблем Донбасу та вугільної промисловості — заснований 1929 року на базі філіалу Українського інституту робітничої медицини (1925).

## Напрямки діяльності
Основні напрями наукових досліджень:
- вивчення умов праці, стану здоров'я, профілактики й лікування професійних захворювань у працівників вугільної промисловості та чорної металургії,
- спостереження й оздоровлення виробничого середовища.

Зокрема для інституту пріоритетними є
- дослідження з гігієни праці в глибоких шахтах Донбасу,
- медико-біологічні дослідження в галузі патогенезу, клініки, профілактики, ефективного захисту, медичної допомоги та лікування при теплових ураженнях організму людини в умовах високих температур гірничих виробок глибоких шахт,
- оцінка нових машин та технологій,
- вивчення комбінованої дії техногенних факторів малої інтенсивності на організм людини, радіаційного фактора,
- медико-соціальні технології профілактики захворювань.

В останні роки XX ст. Інститутом виконані роботи по встановленню зв'язку інфаркту міокарда та мозкового інсульту з профзахворюваннями, створенню національного та галузевого реєстрів профзахворювань, обґрунтуванню компенсацій впливу шкідливих та небезпечних факторів на організм шахтарів, розпочато вивчення екологічних проблем Донбасу.
За період 1945-2004 pp. в інституті захистилося 30 докторів та 110 канд. наук.
Станом на 2004 p., в інституті працює 70 співробітників, у тому числі 7 докторів та 11 канд. наук.